# Zangon Kataf
Zangon Kataf este o zonă administrativă locală din sudul statului Kaduna, Nigeria. Reședința este în orașul Zonkwa. De asemenea, este și numele unui oraș din căpetenia Atyap. Alte orașe incluse în Zangon Kataf sunt: Batadon (Madakiya), Chenkwon (Samaru Kataf), Kamantan, Anchuna și Kamuru. Are o suprafață de 2.579 km 2 și o populație de 318.991, conform recensământului din 2006. Codul poștal al zonei este 802.

## Istorie
În 1989, după ce din vechiul stat Nord-Central au fost create statele Kaduna și Katsina, a fost creată și zona administrației locale Zangon Kataf din fosta Kachia.

## Geografie

### Peisaj
În Zangon Kataf, cea mai mare altitudine o are Dealul Kacecere (Atyecarak), de 1022 m și o proeminență de 98 m. Alți munți sunt: Dealul Kankada (1007 m), Dealul Bako (949 m), Dealul Madauci (939 m), Dealul Ashafa (856 m), Dealul Kabam (814 m) și Dealul Antang (742 m). Dealul Bako are cea mai mare proeminență, de 155 m.

### Climat
Zangon Kataf și împrejurimile au o temperatură medie anuală de aproximativ 24,8 °C (76,6 °F), maxime medii anuale de aproximativ 28,6 °C (83,5 °F) și minime de 18,8 °C (65,8 °F), cu precipitații zero la sfârșitul și începutul anului, cu o precipitație medie anuală de aproximativ 28,1 millimetrui (1,11 in) și o umiditate medie de 53,7%, similară cu cea a orașelor vecine Kagoro și Zonkwa. 

### Granițe
Zona administrației locale Zangon Kataf se învecinează cu Kachia la vest, Kajuru la nord-vest, Kauru la nord și nord-est, Kaura la sud-est, Jema'a la sud și Jaba la sud-vest.

### Subdiviziuni administrative
Zangon Kataf cuprinde următoarele subdiviziuni administrative sau secții electorale:
- Atak Nfang (H. Zaman Dabo)
- Gidan Jatau
- Ikulu (Bakulu)
- Jei (H. Unguwar Gaya)
- Kamantan (Anghan)
- Kanai (H. Gora)
- Madakiya (J. Bata̱don)
- Unguwar Rimi (J. Za̱nta̱ra̱kpat)
- Zango Urban (T. Nietcen-A̱fakan)
- Zonkwa
- Zonzon

## Date demografice

### Populație
Populația din zona administrației locale Zangon Kataf, conform recensământului național al populației din 21 martie 2006, a fost estimată la 318.991 locuitori. 
Populația este formată predominant din grupul etno-lingvistic Atyap (Nenzit), care include: Bajju, Atyap propriu-zis, Bakulu, Anghan și A̱tyeca̠rak. Printre aborigeni, există și minorități din grupul Hausa și alte popoare nigeriene.

### Limbi
Cele cinci triburi indigene din zona administrației locale vorbesc dialecte înrudite ale aceleiași limbi comune, Tyap. Cel mai răspândit dintre ele este Jju, urmat îndeaproape de Tyap propriu-zis, apoi de Kulu, Nghan și Tyeca̱rak. Cu toate acestea, datorită influenței coloniale britanice, limba hausa este, de asemenea, vorbită pe scară largă.

## Cultură

### State tradiționale
Există patru căpetenii în Zona Administrației Locale:
1. Căpetenia Akulu, condusă de Agwom Akulu, Agwom Yohanna Sidi Kukah, cu sediul central la Kamuru.
2. Căpetenia Anghan, condusă de Ngbiar Anghan, Ngbiar Adam Alkali, cu sediul central la Fadan Kamantan.
3. Căpetenia Atyap, condusă de A̱gwatyap (A̱gwam A̱tyap), A̱gwam (domnul) Dominic Gambo Yahaya, cu sediul central la A̠tak Njei, Zangon Kataf.
4. Căpetenia Bajju, condusă de A̱gwam Ba̱jju, A̱gwam Nuhu Bature A̱chi, cu sediul central la Zonkwa.

### Gastronomie

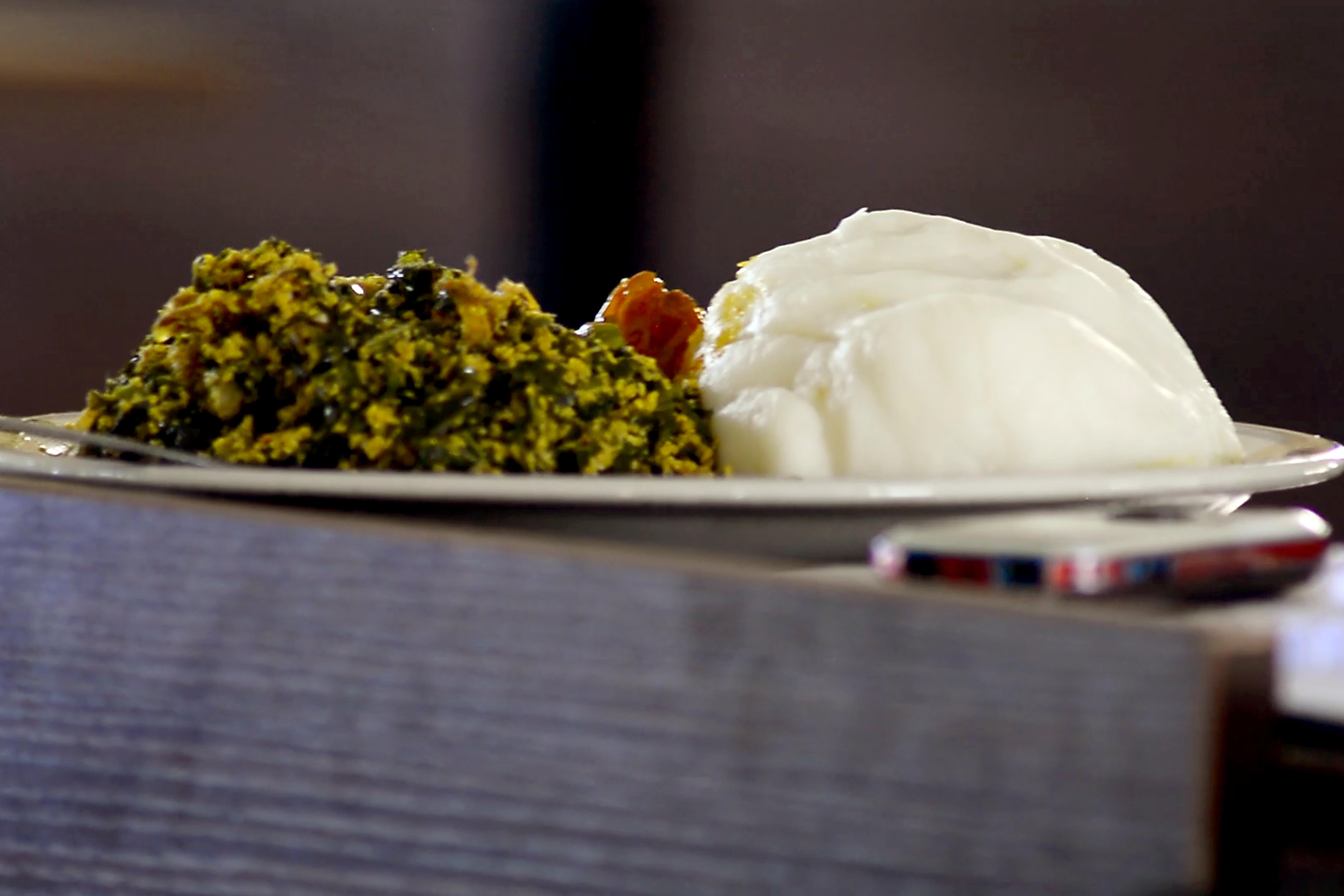
Pounded yam sau igname (Tyap: tuk a̱cyi, Jju: tuk dicyi) și supă de egusi

Principalele feluri tradiționale din Zangon Kataf sunt:
- Ka̱ti/Kpukpei (un fel de mâncare semilichid făcut din mălai și legume)
- Tuk (pastă de făină) - care poate fi mâncată cu orice fel de supă
- Diverse preparate din carne de porc și carne de câine

Principalele băuturi fără alcool sunt cunoscute sub denumirea de ta̱bwai tsuntswa în limba Tyap (kunu tsuntswa în hausa). Tot aici, s-a preparat mult timp băutura alcoolică a̱kan în Tyap și Tyeca̠rak, dikan în Jju și burukutu în Hausa, deși fabricarea ei a fost interzisă în unele zone.

## Personalități
- Bala Achi, istoric, scriitor
- Katung Aduwak, regizor
- Rachel Bakam, animatoare, prezentatoare TV
- Ishaya Bakut, serviciul militar
- Isaiah Balat, antreprenor, om politic
- DJ Bally, DJ, producător muzical și personalitate TV
- Nuhu Bature, conducător suprem
- Musa Bityong, serviciul militar
- Harrison Bungwon, inginer, conducător suprem
- Bala Ade Dauke, om politic, conducător suprem
- Marok Gandu, erou
- Sunday Marshall Katung, avocat, politician
- Toure Kazah-Toure, istoric, activist, panafricanist
- Matthew Hassan Kukah, cleric
- Yohanna Sidi Kukah, conducător suprem
- Zamani Lekwot, serviciul militar
- Blessing Liman, serviciul militar
- Kyuka Lilymjok, avocat, scriitor, academic
- Yohanna Madaki, serviciul militar
- Christopher Gwabin Musa, serviciul militar
- Ishaya Shekari, serviciul militar
- Ayuba Gora Wobin, serviciul paramilitar
- Dominic Yahaya, conducător suprem
- Andrew Yakubu, inginer
- Paul Samuel Zamani, cleric